# Eliška z Lichtenburka
Eliška z Lichtenburka byla česká šlechtična ze žlebské větve rodu Lichtenburků a manželka Bočka z Kunštátu a Poděbrad.

## Život
Eliška z Lichtenburka se narodila jako dcera Hynka Žlebského z Lichtenburka a jeho manželky Anežky z Landštejna. Otec ji před rokem 1351 provdal za Bočka z Kunštátu. Když Eliščin otec roku 1351 zemřel, Boček po něm zdědil hrad Poděbrady a bohaté panství, které k němu přiléhalo. Boček z Kunštátu a Poděbrad zemřel v roce 1373 a poručníkem jeho nezletilých synů z manželství s Eliškou, Bočka II., Ješka a Hynka, se stal Sezema z Dobrušky a Opočna a po něm Arkleb ze Stařechovic. Ovdovělá Eliška oběma poručníkům svých synů při správě rodových statků asistovala. Bočkovi se správou panství Eliška pomáhala i poté, co v roce dosáhl plnoletosti 1375.